# Serwent
Serwent – jezioro sielawowe średniej wielkości, o głębokości wynoszącej maksymalnie 28 m. Leży w województwie warmińsko-mazurskim, w powiecie olsztyńskim, w gminie Purda, ok. 20 km na południowy wschód od Olsztyna i ponad 30 km na północny zachód od Szczytna. Jako jedno z nielicznych jezior w regionie, posiada I klasę czystości wody.
Nad jeziorem położona jest leśniczówka Graszk (w miejscowości Groszkowo) oraz kilka domów letniskowych.
Jezioro w północnej części łączy się, wypływającym z niego potokiem bez nazwy, z odległym Jeziorem Tumińskim.
Dno jeziora jest urozmaicone, przy brzegach – muliste, występuje tu roślinność wynurzona (trzcina, sitowie), brzegi są porośnięte lasami sosnowymi, dostępne do wędkowania.
Cały akwen objęty jest strefą ciszy.